# 陳発虎
陳 発虎（ちん はつこ、1962年12月 - ）は、陝西省丹鳳県出身の中国の自然地理学、環境変化の専門家。

## 経歴
1984年に蘭州大学地理学部を卒業し、1987年に自然地理学の修士、1990年に博士の学位を蘭州大学から得た。
蘭州大学資源環境学院の教授となり、蘭州大学の副校長も務めた。
2015年には、中国科学院の会員（院士）に選ばれた。
2016年11月には、発展中国家科学院（開発途上国科学アカデミー）会員に選ばれた。

## 現職
- 蘭州大学西部環境教育部重点実験室主任
- 西部環境と気候変化研究院学術委員会主任、自然地理学学科指導者